# Lucette (roman)
Pour les articles homonymes, voir Lucette.
Lucette est un roman de l'écrivain français Marc-Édouard Nabe, publié par Gallimard en février 1995.

## Résumé
Le livre raconte la rencontre entre Lucette Destouches, veuve de l'écrivain Louis-Ferdinand Céline, et Jean-François Stévenin, acteur et réalisateur français, admirateur de Céline qui veut adapter Nord au cinéma. Une histoire d'amitié naît entre les deux personnages. On découvre la vie de Lucette, ses souvenirs et son entourage, dont les figures de Johnny Hallyday, Roger Knobelspless ou Mouloudji. 

## Accueil critique

### Avis positifs
François Nourissier, de l'Académie Goncourt, accueille favorablement le livre et écrit dans Le Figaro Magazine : « il y a plus de talent, de jus, de brio – et de tendresse – dans ce drôle de bouquin que dans vingt livres bien peignés, bien tricotés, mais où l’on n’entend pas battre le vieux cœur d’une héroïne involontaire ». Dans Madame Figaro, Yves Salgues évoque des « situations cocasses, céliniennes, que Nabe conte avec une volupté caustique, inventant des mots et des verbes à l'image de son dieu de plume ». Gilles Brochard, dans La Voix de France, salue un « roman frénétique, émouvant et drôle ». Un an et demi après sa sortie, Télé 7 Jours affirme, à tort, que Jean-François Stevénin est l'auteur d'un « très beau livre, “Lucette”, chez Gallimard, passé trop inaperçu. À lire d'urgence ! ».

### Avis négatifs
Arnaud Viviant, dans Libération, critique sévèrement le roman dans un long article, estimant qu'il « relève plus du journalisme broché que du roman à proprement parler ». Bertrand Leclair, dans Le Nouvel Economiste, compare l'écrivain, « piètre romancier », à un coucou qui « squatte chez Céline » : « Sombrant dans un lyrisme empesé, il a totalement affadi son style, et l'idée qu'un ignare pourrait se faire de Céline ». Dans Le Quotidien de Paris, Pierre Chalmin souligne les attaques dont sont victimes certains « céliniens » et estime que Nabe n'a rien écrit depuis Au régal des vermines (1985) : « Lucette est du très mauvais Nabe, du Nabe émasculé qui court après l’hommage d’une midinette frigide qui n’en vaut décidément pas la peine ». 

### Avis «céliniens»
Le roman, critique envers certains spécialistes de l'œuvre de Louis-Ferdinand Céline, a été très mal accueilli par ces mêmes « céliniens ». Ainsi, Éric Mazet, dans Le Bulletin célinien, s'en prend violemment à l'écrivain : Lucette est « son moins bon livre », « M.-E. Nabe ne parle bien que de lui-même », « Nabe se trahit, fait le malin, et rate la cible », « Céline taillait ses mots dans la chair de la vie, Nabe en est encore à jouer avec les mots ». En juin 1995, l'Évènement du jeudi organise autour de Lucette un entretien croisé entre deux biographes de Céline : François Gibault et Philippe Alméras. Ce dernier souligne le « sérieux décalage » entre le Céline du roman et le Céline qu'il a étudié en tant qu'historien, insistant sur le contexte de la Seconde Guerre mondiale. Gibault précise que « Lucette est une vision poétique de Céline » et non une biographie. 

## Éditions
- Marc-Édouard Nabe, Lucette, Gallimard, coll. Blanche, 1995, 347 p.  (ISBN 2070739341)[11].
  - rééd., coll. Folio, 2012, 432 p.  (ISBN 9782070448821)[12]

La quatrième de couverture de la réédition en poche (2012) reprend un propos de Lucette Destouches elle-même : « Moi, je n'existe pas, et je n'aime pas qu'on me demande de parler de Céline. Je ne comprends toujours pas comment Marc-Édouard a réussi à écrire ce livre. Tout est vrai comme dans un roman. C'est entre la vie et le rêve. Ca me rappelle son portrait de Billie Holiday où on ne voyait pas la femme, on voyait l'âme. Si tous les écrivains sont dangereux, Nabe ne l'est pas plus qu'un autre. Il danse sur les sentiments. C'est ça, son style. Tout a été dit. Maintenant, la parole est à l'écriture. »